# Charles Leonard
Charles Frederick Leonard Jr. (Fort Snelling, 23 de fevereiro de 1913 - 18 de fevereiro de 2006) foi um pentatleta e general estadunidense durante a Guerra do Vietnã. 

## Carreira
Charles Leonard representou seu país nos Jogos Olímpicos de 1936, na qual conquistou a medalha de prata, no individual. 